# Pierre-Marie Théas
Pierre-Marie Théas (* 14. September 1894 in Barzun, Département Pyrénées-Atlantiques; † 3. April 1977 in Pau) war ein französischer Geistlicher und römisch-katholischer Bischof von Montauban und Tarbes und Lourdes. Er gehört zu den Mitbegründern der Pax-Christi-Bewegung.

## Leben
Pierre-Marie Théas empfing am 26. September 1920 das Sakrament der Priesterweihe.
Papst Pius XII. ernannte ihn am 26. Juli 1940 zum Bischof von Montauban. Der Bischof von Bayonne, Edmond Vansteenberghe, spendete ihm am 3. Oktober desselben Jahres in der Kathedrale von Bayonne die Bischofsweihe. Mitkonsekratoren waren Jean Saint-Pierre, emeritierter Weihbischof in Karthago, und Clément Joseph Mathieu, Bischof von Aire und Dax.
Während des Zweiten Weltkriegs setzte er sich in Hirtenbriefen aktiv gegen die Deportation von Juden aus Frankreich ein und erhielt deswegen später den Ehrentitel Gerechter unter den Völkern. Er wurde zeitweise von der Gestapo verhaftet und war für insgesamt zehn Wochen in einem Konzentrationslager.
Am 13. März 1945, also noch vor dem Ende des Zweiten Weltkriegs, erteilte er der Initiative von Marthe Dortel Claudot zur Gründung einer christlichen Initiative für Frieden und Versöhnung seine Unterstützung. Dieser Tag gilt seither als Gründungsdatum der Pax-Christi-Bewegung.
Am 17. Februar 1947 ernannte Papst Pius XII. Théas zum Bischof von Lourdes und Tarbes. Im selben Monat lud Théas zu einem ersten Pax-Christi-Treffen mit Beteiligung deutscher Geistlicher ein, nachdem im Vorjahr, noch unter dem Namen „Croisade de la Paix“ (Kreuzzug für den Frieden), in Vézelay eine internationale Wallfahrt ohne deutsche Beteiligung stattgefunden hatte.
Pierre-Marie Théas nahm als Konzilsvater an allen vier Sitzungsperioden des Zweiten Vatikanischen Konzils teil.
Während seiner Amtszeit wurde in Lourdes die postmoderne unterirdische Basilika St. Pius X. durch Pierre Vago gebaut, die 25.000 Menschen fassen kann. Die Weihe der 1957 fertiggestellten Kirche nahm der ehemalige Apostolische Nuntius in Frankreich, Angelo Kardinal Roncalli, am 25. März 1958 zum hundertjährigen Jubiläum der Marienerscheinungen von Lourdes vor.
Am 12. Februar 1970 nahm Papst Paul VI. seinen altersbedingten Rücktritt an und ernannte ihn zum Titularbischof von Sanctus Germanus. Wegen der geänderten Vergaberichtlinien des Heiligen Stuhls verzichtete er am 10. Dezember desselben Jahres auf seinen Titularsitz.

## Werke
Als Bischof von Lourdes schrieb Théas 2 Bücher:
- Ce Que Croyait Bernadette (Der Glaube von Bernadette)
- Ce Que Croyait Le Vierge Marie (Der Glaube der Jungfrau Maria)